# Velner

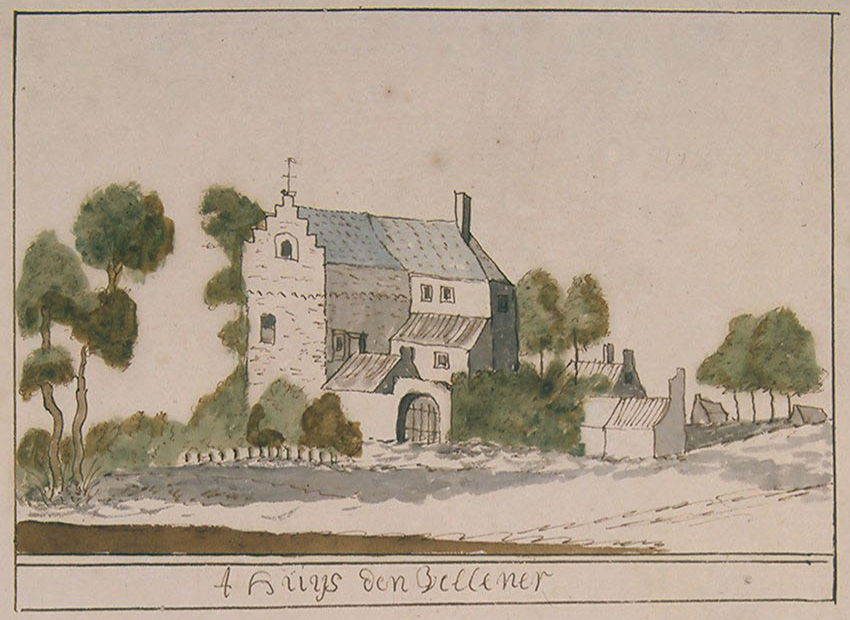
De vroegere havezate Velner - of Vellener - in Raalte (gewassen pentekening getekend omstreeks 1710/1735)

De Velner was een havezate in de buurtschap Tijenraan in de Nederlandse gemeente Raalte. Tegenwoordig is het een boerderij.
De Velner wordt voor het eerst vermeld in een ongedateerde lijst van leenmannen van de bisschop van Utrecht, opgeschreven in 1382. Er werd gesproken over ‘erve en goed de Velner’. In de 18e eeuw was de havezate in het bezit van leden van de families Van Rechteren en Von Schrautenbach. Een telg van deze familie verkocht het huis in 1797 aan mr. Coenraad Pruimers. ‘De Velner’ bestond rond 1800 uit een huis met vijf vuursteden (vuurplaatsen), twee bouwhuizen en ‘verdere getimmerten’, boomgaarden, alleeën, singles en berceaux, alles besloten in een gracht. Na overlijden van mr. Coenraad Pruimers in 1830 werd de havezate in 1838 gesloopt. Van de havezate zijn enkel nog de oprijlaan en een deel van grachten terug te vinden. De laan komt uit bij de voormalige huis-plaats van de havezate. Nu staat op de huisplaats alleen nog een boerderij op de plaats van het voormalige linker bouwhuis.De naam van het gebied Velnerhoek en de namen Velnerallee en Velnerweg  getuigen nog van het bestaan van deze vroegere havezate. 

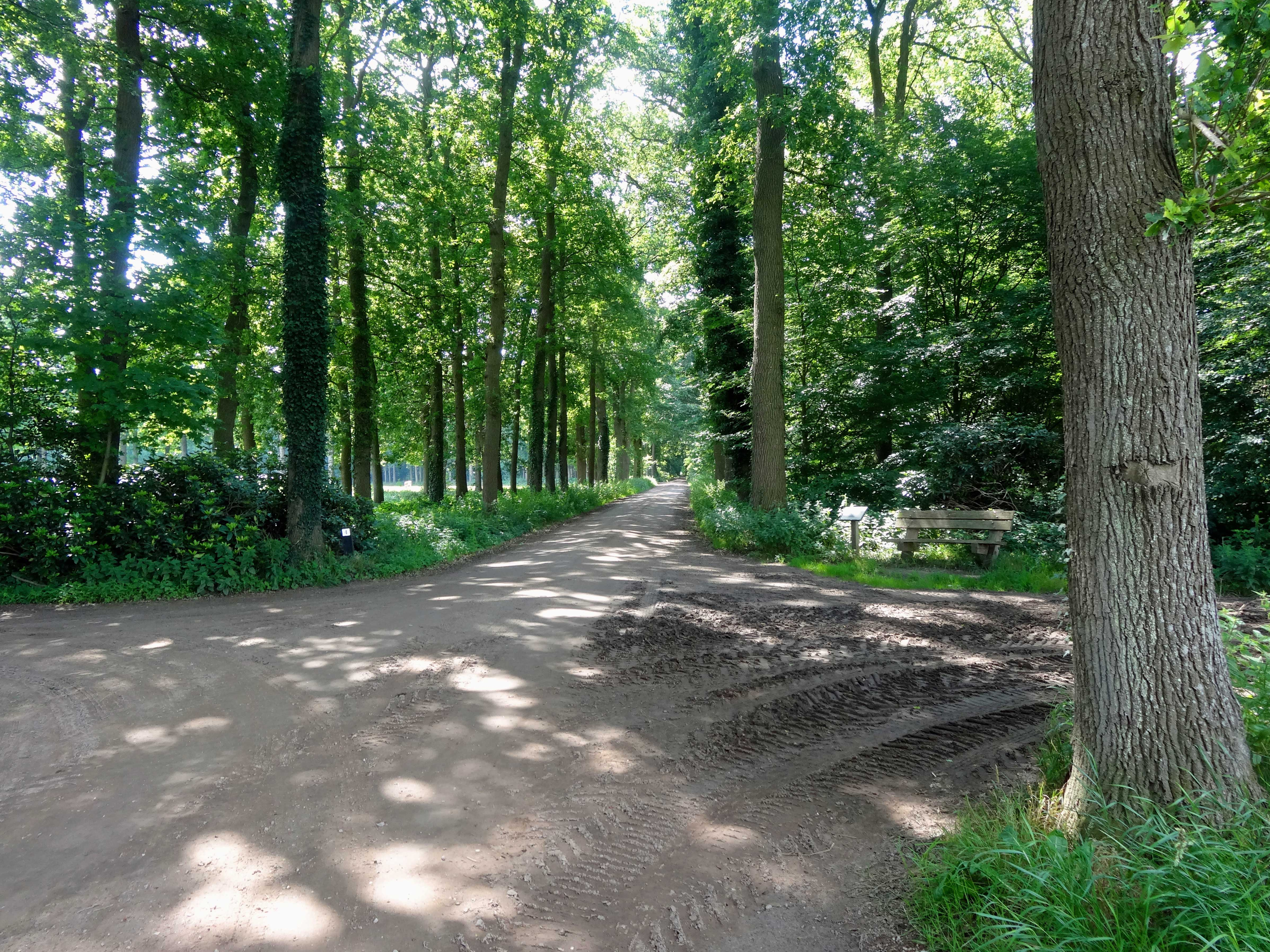
Kruising van de Velnerallee en Velnerweg nabij de plaats waar vroeger de havezate stond

Ahnem · Den Alerdinck · Arendshorst · Arkelstein · Averbergen · Beerze · Den Berg · Bergentheim · Blankena · Borgele · Boskamp · Boxbergen · Bredenhorst · Buckhorst · Campherbeek · Collendoorn · Den Dam · Dieze · Dingshof · Den Doorn · Hof te Dorth · Eerde · Egede · De Gelder · Gerner · Glinthuis · Gramsbergen · De Groote Scheere · De Grote Weede · De Haere · Haerst · Hagenvoorde · Heemse · Herxen · Hoenlo · Hofstede · 't Hogeholt · Hogenhof · 't Hoogehuis · Junne · Kranenburg · Krijtenberg · De Kuile · Het Laar · Langeveldslo · Leemcule · Luttenberg · Melenhorst · Mennigjeshave · Nijenhuis · Oosterveen · Den Ordel · De Pol · Pothof · Rande · Rechteren · Het Reelaer · Rhaan · Rollecate · Rutenberg · Schoonheten · Schuilenburg · Vechterweerd · Velner · Venebrugge · Verborg · Voorst · Vrieswijk · Werkeren · Westerveld · Windesheim · Wittenstein · Wolfshagen · Zuthem